# Marduk
 Ovo je glavno značenje pojma Marduk. Za black metal sastav pogledajte Marduk (sastav).
Marduk (sumersko sricanje na akadskom AMAR.UTU „solarno tele“; što možda dolazi od MERI.DUG; biblijski hebrejski Merodach; grčki Maradochaios) je bilo babilonsko ime za boga kasnije generacije iz drevne Mezopotamije i bog-zaštitnik grada Babilona, koji je, kada je Babilon postao politički centar doline rijeke Eufrat u vrijeme Hamurabija (18. st. pr. Kr.), polako preuzimao vrhovno mjesto vođe babilonskog panteona, pozicije koju je zadržao sve do drugoga tisućljeća pr. Kr.
Prema Religijskoj enciklopediji ime Marduk se vjerojatno izgovaralo Marutuk. Etimologija imena Marduk se povezuje s derivacijom od amar-Utu („bik sunčanog boga Utua“). Nastanak Mardukova imena može reflektirati jednu raniju genealogiju, ili može imati kulturne veze s drevnim gradom Sipparom (čiji bog je bio Utu, sunčev bog), što bi nas odvelo sve do trećeg tisućljeća pr. Kr.
Marduk je sin boga Ea iz babilonskog panteona, a majka mu je bila božica Damgalnuna. Prvo je bio lokalni bog Babilona, no kasnije je bio štovan kao božanstvo u cijeloj Babiloniji. Prema mitu, on je stvorio cijeli svemir, čovjeka od svoga mesa. Žena mu je Sarpanit, koja je također bila poštovana. Prikazivan je sa sabljom u ruci, kako ubija božanstvo Tiamat u liku rogatog zmaja.
U skladnom sustavu astrologije u vrijeme Hamurabija, planet Jupiter se povezivao s Mardukom.

## Mitologija

### Babilon
Mardukov izvorni karakter još je uvijek nejasan ali se on povezivao s vodom, vegetacijom, sudstvom i magijom. Također ga se smatralo sinom Ea (sumerski Enki) i Damkina te nasljednikom Ana, ali bez obzira kakav god mogući osobiti karakter Marduk imao on je zasjenjen političkim razvojem kroz koji je prošla dolina Eufrata što je navelo ljude da ga opisuju karakterom koji je pripadao bogovima iz ranijih perioda koji su bili smatrani vođama njihova panteona. Ustvari, postoje dva boga – Ea i Enlil – čije su moći i atributi prešli na Marduka.
U slučaju Ea, transfer je nastavljen na miran način i bez omalovažavanja starijega boga. Marduk preuzima karakter Asarluhija, sina Ea i boga magije, čime je Marduk integriran u panteon grada Eridua od kuda su potjecala oba starija boga. Otac Ea je samovoljno prepoznao superiornost vlastita sina i prepušta mu kontrolu nad čovječanstvom. Spomenuto savzništvo Marduka i Ea, što je prvenstveno ukazivalo na prijenos nekadašnjeg vrhovništva s grada Eridua na Babilon kao religijskog i političkog centra, također može odražavati jednu raniju zavisnost Babilona od Eridua, ne nužno političkog karaktera, ali usto može ukazivati na priznanje Eridua kao starijeg centra u kasniju korist mlađeg centra obzirom na proširenje kulture diljem doline Eufrata od juga prema sjeveru.

### Kasno Brončano razdoblje
Dok je odnos između Ea i Marduka oslikan harmonijom i jednom srdačnom abdikacijom oca u korist njegova sina, Mardukovo stjecanje moći i prerogativa od strane boga Enlila Nippurskog izvedeno je na štetu kasnijeg prestiža. Nakon Hamurabijeva vremena, Mardukov kult potiskuje onaj Enlilov; iako su Nippur i kult Enlila uživali period renesanse tijekom četiri stoljeća Kasitske kontrole nad Babilonijom (oko 1 570. pr. Kr. – 1 157. pr. Kr.), definitivni i trajni trijumf Marduka nad Enlilom počeo se osjećati unutar Babilonskog carstva. Jedini ozbiljniji Mardukov rival nakon cca 1 000. pr. Kr. bio je Aššur u Asiriji. Na jugu, međutim, Marduk je vladao nadmoćno. Uobičajeno ga se u to vrijeme zvalo jednostavno Bel „Gospodin“, „Gospodar“, također bel rabim „Veliki Gospodar“, bêl bêlim „Gospodar gospodara“, ab-kal ilâni bêl terêti „Vođa bogova“, aklu bêl terieti „Mudri, Gospodar proroka“, muballit mîte „Okrijepitelj mrtvih“, itsl.
Kad je Babilon postao glavni grad Mezopotamije, bog-zaštitnik Babilona bio je uzdignut na nivo vrhovnog boga. U želji da se objasni kako je Marduk preuzeo moć, Enūma Eliš je bio napisan, koji govori priču o Mardukovu rođenju, herojskim djelima i uzdizanju na tron vladara bogova. Na to se može gledati kao na oblik apologiranja Mezopotamaca. Također, u spomenutom spisu nalazi se pedeset Mardukovih imena.
U „Enuma Elišu“ je opis građanskog rata između bogova prerastao u sveopću bitku. Anunakiji su se udružili kako bi pronašli jednoga boga koji bi mogao poraziti druge bogove uzdižući se iznad njih. Marduk, vrlo mladi bog, odazvao se pozivu te mu je obećan položaj vrhovnog boga.
Kako bi se pripremio za bitku, Marduk je napravio luk, strijele, grabilicu-buzdovan, izbacujući munje pred sebe, ispunjavajući svoje tijelo s plamenom, radeći mrežu kako bi zarobio Tiamat, okupivši četiri vjetra tako da nijedan njezin dio nije mogao pobjeći, kreirajući sedam burnih novih vjetrova kao što su uragan i tornado te je podigao svoje najmoćnije oružje, kišu koja je mogla prouzročiti poplavu. Zatim se spremio za bitku, uprijevši svoju gromovnu kočiju koju su vukla četiri konja s otrovom u svojim ustima.
Prvo je izazvao na dvoboj vođu Anunakija, zmaja primordijalnog mora Tiamat, koju je pobijedio zarobivši je u svoju mrežu da bi ju zatim otpuhnuo pomoću svoja četiri vjetra nakon čega joj je strijelom probio trbuh.
Zatim, Marduk je nastavio borbu s Kingu, koga je Tiamata zadužila da predvodi vojsku i nosi Table Sudbine na svojim prsima, te mu „otima Table Sudbine, bespravno oduzete“ i prisvaja njegov novi položaj. Pod njegovom vladavinom čovječanstvo je stvoreno kako bi nosilo breme života tako da bogovi mogu uživati/ljenčariti.
Marduk je opisan kao humanoid/čovjek, često držeći svoj simbol zmije-zmaja koji je uzeo od boga Tišpaka. Drugi njegov simbol bila je lopata.
Babilonski tekstovi govore o osnivanju Eridua, uz pomoć Marduka, kao prvog grada, „svetog grada, prebivališta njihova (drugih bogova) zadovoljstva“.
Nabu, bog mudrosti, je sin Marduka.

## Pedeset Mardukovih imena
Leonard W. King u svojoj knjizi The Seven Tablets of Creation („Sedam Ploča Stvaranja“) uključuje fragmente liste bogova koje je smatrao esencijalnim za rekonstrukciju značenja Mardukova imena. Franz Bohl u svojoj studiji iz 1936. glede pedeset imena također spominje listu kraljeva. Richard Litke (1958.) primjećuje sličnost između Mardukovih imena i onih kod Ana: Anuova lista i onih u epu „Enuma Eliš“, iako u drugačijem aranžmanu. Vezu s Anom (Anova lista i lista u „Enuma Eliš“) nadalje razrađuje Walther Sommerfeld (1982.), koji je koristio korespondenciju kako bi dokazivao da je ep „Enuma Eliš“ napisan u Kasitskom razdoblju, iako je smatrao da izravna derivacija epa „Enuma Eliš“ potječe od Anove liste. Međutim, u jednom članku autora Wilfreda Lamberta (1984.) veza An je osporavana.

## Mardukovo proročanstvo
„Mardukovo proročanstvo“ je tekst koji opisuje putovanje Marduka idola/kipa iz Babilona, u kojem on plaća posjet zemlji Hatti, prateći njegovu otmicu tijekom pustošenja grada od strane Mursilisa I. 1 531. pr. Kr., u Asiriju, kada je Tukulti-Ninurta I. zbacio s prijestolja Kaštiliaša IV. 1 225. pr. Kr. i uzeo idol u Assur, te u Elam, kada je Kudur-nahhunte opljačkao grad i ukrao kip oko 1 160. pr. Kr. On je apelirao na okupljanje bogova.
Prva dva boravišta su opisana zažarenim terminima kao dobro koje se dogodilo kako Babilonu tako i drugim mjestima koja je Marduk velikodušno odlučio posjetiti. Epizoda u Elamu, međutim, predstavlja katastrofu jer su bogovi pratili Marduka i napustili Babilon prepuštajući ga oskudici i pošastima. Mardukova proročanstva govore da će se on još jednom vratiti u Babilon ka mesijanskom novomu kralju, koji će donijeti spasenje gradu i koji će poduzeti strašnu osvetu nad Elamitima. Vjerovalo se da je spomenuti kralj bio Nabu-kudurri-usur I.,        1 125. – 1 103. pr. Kr. Nakon toga tekst navodi različite obrede žrtvovanja.
Kopija spomenuta Mardukova proročanstva pronađena je u Kući Egzorcista u Assuru, za koju se smatra da je napisana između 713. – 612. pr. Kr. te da je usko povezana tematski s drugim proročanskim tekstom zvanim „Šulgijevo proročanstvo“, koje je vjerojatno pratilo kopiju u slijedu ploča.

## Marduk ubija zmiju: babilonski mit
U početku bijaše samo voda. Svježa, slatka voda zvala se Apsu, a slana, koja je također uzela oblik zmije, bila je Tiamat, majka božica. Živjeli su zajedno u miru, a kad bi se vode uzburkale, Tiamat je rađala djecu, od kojih je jedno bio Mumu, bog magle. S vremenom naraštaja koji su prebivali u isto vrijeme, trvenja su bila neizbježna pa su se počela rađati neprijateljstva. Vječni problem za Tiamat i Apsu postala je buka koju su stvarala mlada božanstva.
Tako su Apsu, Tiamat i Mumu odlučili napasti mlađa božanstva. Tiamat se teško odlučila na to jer je voljela svoju djecu, pa se povukla u posljednji trenutak, ostavljajući Apsua i Mumua da sami šuruju. Njihove je ubojite planove osujetio Ea, riborepi bog voda i mudrosti, čija je čarolija prouzrokovala da Apsu zaspi. Ea ga je zavezao, zgrabio mu krunu i ubio ga. Zavezao je Mumua i provukao mu uže kroz nos.
Kako bi proslavio pobjedu, Ea se oženio i preselio u Kuću sudbi, gdje je njegova žena Damkina uskoro rodila babilonskog boga Marduka (poznat i po nazivima Bel ili „Gospodar“). Odrastao odmah po rođenju, Marduk je imao četiri oka i četiri uha, a kada bi progovorio iz usta su mu lizali plamenovi. Eaov otac, bog neba Anu, bio je oduševljen unukom i kao igračku mu je darovao četiri vjetra. Marduk je bio ushićen. Volio je svojom novom igračkom podizati valove, no stalno uzburkane vode nisu dopuštale starijim bogovima da se odmore. Gorljivo su se žalili tiamat pa je ona prestala oklijevati i odlučila zaratiti protiv mlađih bogova. Kako bi se pripremila rodila je čovjeka-škorpiona, čovjeka-ribu, čovjeka-bika, rogatu zmiju, ljuskavog zmaja, bijesnog psa, tri čudovišne oluje i brojne demone. Svog ljubavnika Kingua imenovala je zapovjednikom postrojbi i dala mu Table Sudbine, koje su svom vlasniku davale nadnaravne moći.
Ea se nije želio zaratiti s Tiamat, baš kao ni Anu. Jedino je Marduk prihvatio izazov i kazao drugim božanstvima da u slučaju pobjede želi da ga prihvate za kralja bogova. Nakon vesele gozbe, složili su se. Naoružan mrežom, buzdovanom, lukom i strijelama, Marduk je krenuo da obavi zadaću i suočio se s Tiamat.
Bitka je bila titanska. Marduk je okružio Tiamat mrežom i oslobodio vjetrove, svoje najdraže igračke. Dugo su je okretali, a kad je otvorila usta, progutala je uragan. Tutnjao je u njezinoj utrobi koja se nadula kao u trudnice, a vjetrovi su silovito puhali pa nije mogla zatvoriti usta. Marduk izbaci strijelu u njezina otvorena usta. Probola joj je trbuh, raspukla srce i rascijepila na dva dijela. Tada je Marduk zamahnuo buzdovanom i razbio joj lubanju.
Tako je Marduk pokorio Tiamat, majku bogova. U smrti je Tiamat postala svemirom. Od jedne polovice tijela Marduk je stvorio nebo, a od druge Zemlju. Slina joj se pretvorila u oblake, vjetar i kišu; otrov joj je postao magla, a oči rijeke Tigris i Eufrat.
Kako bi sve to nadzirao, Marduk je zadužio trijumvirat božanstava. Njegov djed Anu dobio je vlast nad nebom. Ea, njegov otac, postao je bogom voda. Enlil, veliko božanstvo Babilonaca, postao je bogom zraka i Zemlje.
Od Kingua je oteo Table Sudbine i ubio ga, zajedno s demonima koje je stvorila Tiamat. Obećao je od Babilona načiniti dom bogova. Na posljetku se okrenuo posljednjem problemu: naći nekoga da radi kako bi bogovi mogli odmoriti. Riješio je to uzimajući krv svladanog Kingua i od nje stvorio ljude, koji su, kako je zamislio, bili robovi bogovima.

## Povijest
Poznati period njegova štovanja datira iz cca 2 000. pr. Kr., ili čak ranije, pa sve do cca 200. pr. Kr. Dakle, riječ je bila o Stvoritelju i nacionalnom bogu u Mezopotamiji (Babilonu). Marduk je, stoga, vrhovnom božanstvo Babilonije i štitnički bog grada Babilona iako možda potječe, djelomično, od starijeg sumerskog modela. Njegovi roditelji su bili Enki i Damgalnuna ili Ea i Damkina. Njegov savjetnik je božica Zarpanitu(m) s kojom je njegov brak bio slavljen kao godišnji festival Nove Godine. U starijem babilonskom periodu on je usporedivo značajan, ali u kasnija vremena on izrasta u prominenciju, preuzimajući ulogu koju je imao An i zamjenjujući Enlila. Tijekom asirskog perioda, asirski pisci zamjenjuju Marduka s Assurom.
Glavni Mardukov festival zvao se akitu, također izvađan na Novu Godinu, koji se nastavio izvoditi sve do 200. pr. Kr. Spomenuti festival izvodio se pod vladavinom perzijskoga kralja Kambiza cca 538. pr. Kr. Mardukovo svetište u Babilonu jest Esagila i E-temen-anki zigurat.